# Laelia madagascariensis
Laelia madagascariensis (лат.) — вид бабочек-волнянок рода Laelia (Lymantriinae) из семейства Эребиды (Erebidae). Мадагаскар.

## Описание
Размах крыльев 31 — 36 мм. Щупики густо опушенные, с коричневой линией с внешней стороны и сверху буровато-чёрные. Ствол усиков розовато-охристый с примесью бледно-чёрного цвета; гребешки коричневые, у основания более тёмные. Голова коричневая, остальная часть тела (грудь, брюшко и ноги) от глиняного до коричнево-жёлтого цвета, на внутренней стороне передних ног смешанные с бледно-чёрным. Переднее крыло глинистого цвета с редкими бледно-чёрными крапинками, костальная часть несколько темнее; есть хорошо выраженное бледно-чёрное пятно; постмедианный ряд из семи бледно-чёрных пятен; бахрома глиняного цвета. Задние крылья розовато-охристые, бахрома немного темнее. Нижняя сторона обоих крыльев розовато-охристая, с более темными костальными участками; бахрома розовато-охристая. Щупики длинные и прямые (направлены вперед) с сильно опушенным вторым члеником и длинным третьим члеником.

## Таксономия
Вид был впервые описан в 1934 году британским энтомологом Сирилом Лесли Колленеттом по материалам коллектора Mme N. d’Olsoufieff из Мадагаскара (Station Perinet, 149 км к востоку от Tananarivo, Мадагаскар). Видовое название L. madagascariensis дано по месту обнаружения (Мадагаскар). Некоторые авторы рассматривают его синонимом вида Laelia paetula.